# Myelencephalon

Deze schematische tekening laat de subdivisies zien van de hersenen van een embryo. Later zullen deze delen zich ontwikkelen tot volwassen structuren

Het myelencephalon is het deel van de hersenen dat zich in het meest posterieure (achterste) gedeelte bevindt. Het dient als schakelzone tussen de hersenen en de rest van het lichaam. Het myelencephalon bestaat uit de medulla oblongata, een deel van de vierde ventrikel en een aantal hersen- of craniale zenuwen: de nervus glossopharyngeus, de nervus vagus, de nervus accessorius, de nervus hypoglossus en een deel van de nervus vestibulocochlearis.